# Нижний (остров)
Нижний — остров в северо-западной части Каспийского моря в дельте реки Волга. Административно находится в Астраханской области, Камызякский район.

## Топографические карты
- Лист карты L-39-XIX Кировский. Масштаб: 1 : 200 000. Указать дату выпуска/состояния местности.